# Dryptodon handelii
Dryptodon handelii là một loài Rêu trong họ Grimmiaceae. Loài này được (Broth.) Ochyra & Żarnowiec mô tả khoa học đầu tiên năm 2003.